# 3-й Рабфаковский переулок
3-й Рабфа́ковский переулок — переулок в Невском районе Санкт-Петербурга. Проходит параллельно 2-му Рабфаковскому переулку до Запорожской улицы.

## История
3-й Рабфаковский переулок получил название 6 декабря 1976 года, «в память первых рабочих университетов (рабфаков), созданных в 1919 году». До этого с 1960-х годов носил название Южная улица.

## Достопримечательности
- дом культуры «Чайка» (дом 4)
- детский сад (дом 10, корпус 2)